# 京極高行
京極 高行（きょうごく たかゆき）は、但馬国豊岡藩の第8代藩主。豊岡藩京極家10代。

## 略歴
寛政6年（1794年）6月16日、第7代藩主・京極高有の長男として江戸麹町邸で生まれる。天保2年（1831年）5月10日、父の隠居にともない家督を継いだ。
天保4年（1833年）に藩校・稽古堂を創設。小藩ながら優秀な人材（猪子止戈之助、和田垣謙三、河本重次郎、古島一雄など）を輩出する原動力となった。天保12年（1841年）からは大坂加番となる。さらに天保の改革に倣って、家臣の知行削減やリストラなどの財政改革を行なった。
弘化4年（1847年）9月29日に江戸麹町邸で死去した。享年54。跡を長男の高厚が継いだ。

## 系譜
子女は1男2女
- 父：京極高有（1775-1841）
- 母：直 - 脇坂安親の娘
- 正室：静子 - 五島盛運の娘
- 継室：永井直方の娘
- 継々室：佐多 - 益、本多忠知の娘
- 側室：古山氏
  - 長男：京極高厚（1829-1905）